# Thomas Vogel (Schriftsteller)
Thomas Vogel (* 11. August 1947 in Sindelfingen; † 20. Oktober 2017 in Tübingen) war ein deutscher Schriftsteller und Journalist.

## Leben
Vogel studierte Romanistik, Kunstgeschichte und Theologie. Während der Studienzeit war er als Liedermacher, Musiker und Schauspieler tätig. In Heidelberg promovierte er mit einer Arbeit über das französische Chanson der Gegenwart. Seit 1980 war er Journalist und Redakteur, zuletzt war er stellvertretender Studioleiter und Leiter der Redaktion Kultur beim Südwestrundfunk-Studio in Tübingen. Er war Honorarprofessor für Allgemeine Rhetorik an der Universität Tübingen.
1983 „erfand“ er die Liederbestenliste, der Vogel bis Ende 2003 als Juror angehörte.
Vogel hat mehrere Bücher, Essays, Hörspiele und Kurzgeschichten verfasst und publiziert. Seit 2001 erlangte er auch als Romanautor Bekanntheit. Im Tübinger Klöpfer & Meyer Verlag erschienen nicht nur seine eigenen Bücher, sondern dort war Vogel auch als Herausgeber tätig (Die Lust am Scheitern, Neckargeschichten).

## Werke
- In Zusammenarbeit mit Bärbel G. Renner: „Komm! Ins Offene, Freund!“ – Theater Lindenhof, Melchingen; Klöpfer & Meyer, Tübingen, 1997, ISBN 3-931402-11-8.
- Die letzte Geschichte des Miguel Torres da Silva. Klöpfer & Meyer, Tübingen 2001, ISBN 3-421-05707-9.
- Rom, Sixtina. Das Muster entsteht beim Weben. Klöpfer & Meyer, Tübingen 2003, ISBN 3-421-05765-6.
- Atacama. Die Reise des Lenny Sterne. Klöpfer & Meyer, Tübingen 2006, ISBN 3-937667-70-9.
- Der Park, in dem sich Wege kreuzen. Klöpfer & Meyer, Tübingen 2009, ISBN 978-3-940086-28-0.
- Hinter den Dingen. Klöpfer & Meyer, Tübingen 2011, ISBN 978-3-86351-011-4.
- Die Goldenen Äpfel der Hesperiden. Klöpfer & Meyer, Tübingen 2014, ISBN 978-3-86351-085-5.
- Jahre der Launen. Gedichte & Lieder. Klöpfer & Meyer, Tübingen 2017, ISBN 978-3-86351-525-6.